# 喬治亞大學
喬治亞大學（英語：University of Georgia，缩写为UGA）創立於1785年，現有學生34,180人，為美国歷史悠久的研究型大學和喬治亞大學系統的旗艦大學，也是該州規模最大的高等院校，總校區座落於美國喬治亞州的大學城，在亞特蘭大也設有校區。佐治亞大學開設79種學位項目，每年招收26,000多名本科生和9,000多名研究生。該校是美國公立研究型大学之一，其傳播學院與公共行政學院更為全美最頂尖的五所學校之一，並為美國電視花生人獎（peabody Awards）的主辦大學，被譽為美國南方三所公立常春藤大學之一。

## 歷史

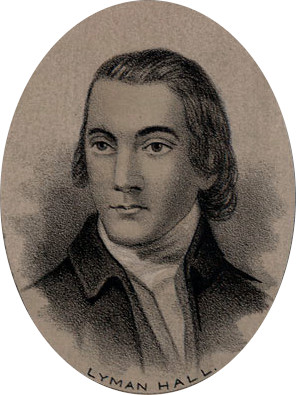
萊曼·霍爾

1784年耶魯大學的畢業生萊曼·霍爾說服喬治亞總督批下160平方公里的土地用來建造一所教育機構，亞伯拉罕·鮑德溫為霍爾寫下申請書，後來更成為該大學第一任校長。
喬治亞州議會在1785年1月27日正式批准鮑德溫的申請，這使得喬治亞大學成為美國第一所獲得州政府特許狀的大學。
1863年10月，由于美国南北战争，学校暂时关闭，并于1866年1月重新恢复办学。
1903年夏季，佐治亚大学开始招收女生。
自1993年佐治亚州设立HOPE奖学金以来，佐治亚大学发展迅速。

## 學術

### 學院
喬治亞大學主要由以下十六個學院組成:
- 農學院
- 富兰克林文理學院
- 商學院
- 教育学院
- 景观設計學院
- 家庭與消費科學學院
- 森林與環境資源學院
- 研究生院
- 新闻与大众传媒学院
- 法学院
- 制药学院
- 公共衛生學院
- 公共与国际事务学院
- 社会工作学院
- 兽医学院
- 生態學院

### 排名
該大學的錄取率在40%左右，師生比為1：18。它是美國國内較好的公立大學之一，整體排名在全美50位以内。2018年《美國新聞與世界報道》將其本科課程列在全美大學第46位，公立大學第13位。其國際關係學院更列在全國第四，獸醫學系多年來連續排在全國前十內。商學院(Terry College)整體排名在第21位，其中保險系全美第一，房地產與會計系亦名列前茅，商研所(MBA)整體排名第40位。法學院在全國頂尖30中，教育學院也有多門課程列在全美前10位。

## 校園

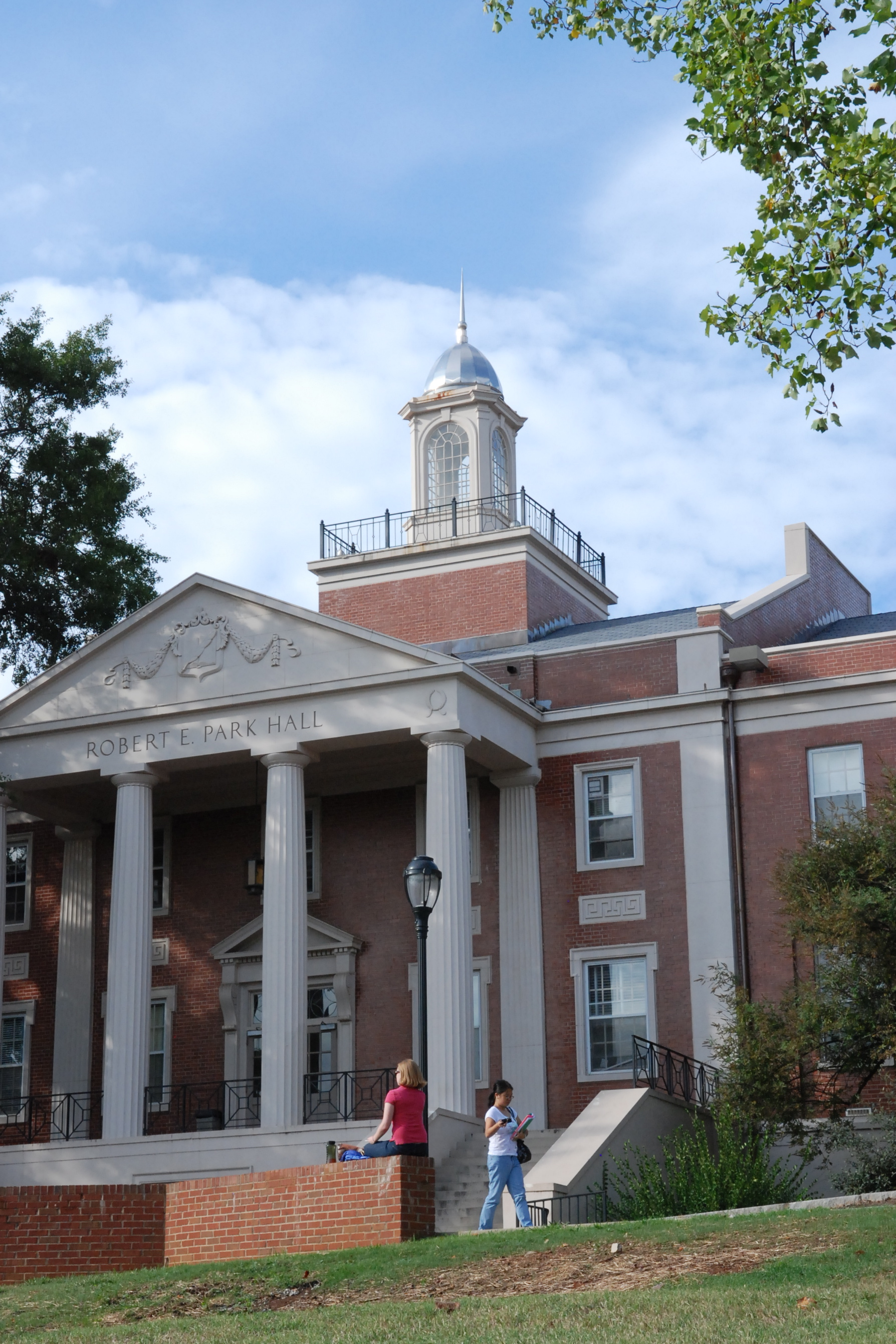
大學最古老的建築之一：Park Hall

該校擁有不少歷史建築群與美國南方特色建築, 大部分皆座落於南與北校園, 除了傳統歷史建築外, 最近十幾年喬治亞大學不斷的擴建硬體設備, 包括新的學生活動中心, 學生學習中心,大學藝術博物館及演奏廳和全新的新學生宿舍。

## 體育

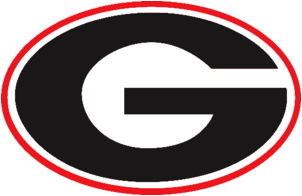
體育隊標誌

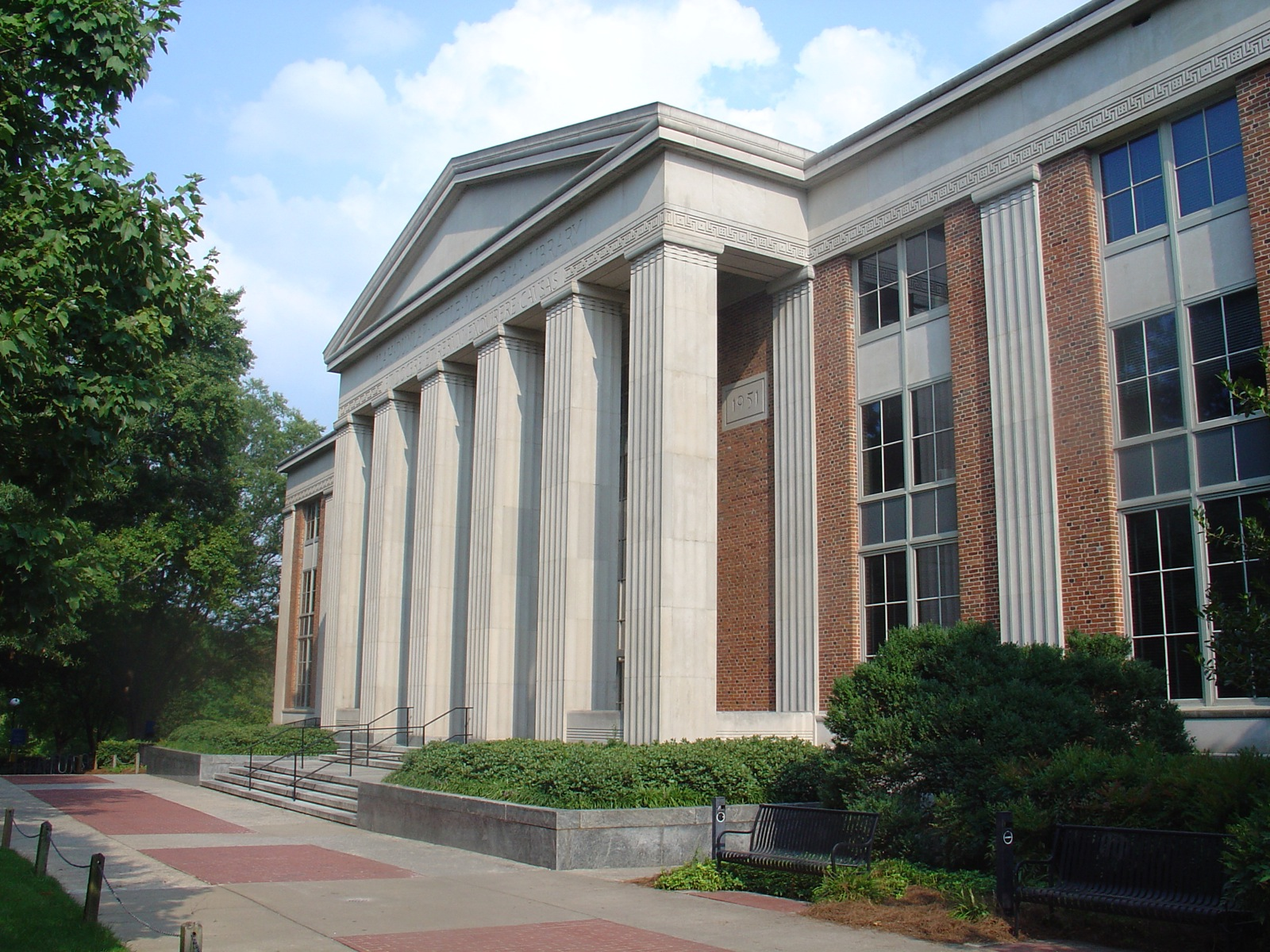
主圖書館

喬治亞大學屬於NCAA成員,為東南聯盟學校之一， 熱門運動項目包括:美式足球, 棒球和女子體操, 尤其是女子體操已獲得十座全美冠軍, 最近五年更是完成了五年霸(2005-2009)。該校更擁有一座全美第五大, 能容納92,746人的Sanford球場, 1996亞特蘭大奧運會以該場地作為英式足球比賽球場。另外, 可容納10,523人的Stegeman室內體育館, 也同樣被選中為1996年奧運的排球和韻律體操比賽指定場地。

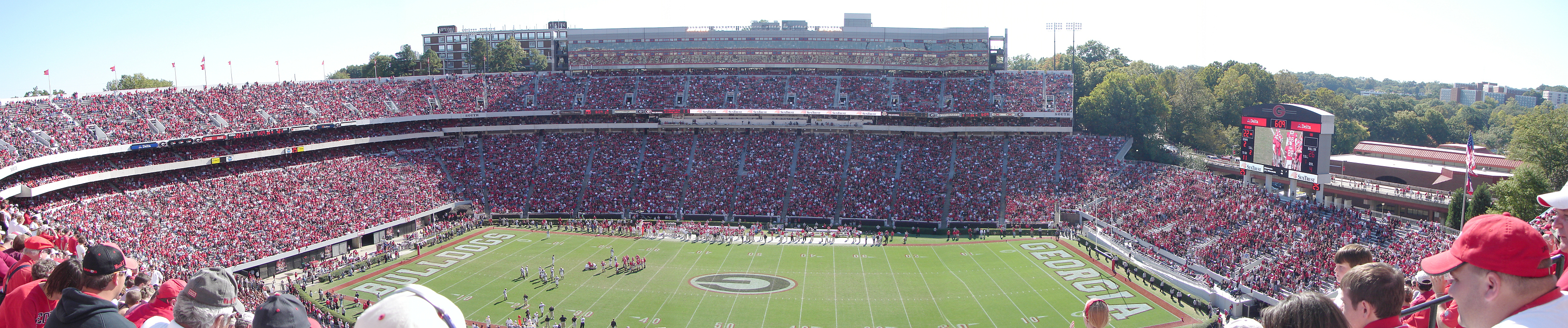
Sanford球場全景

## 外部連結
- Official website 喬治亞大學官方網站（页面存档备份，存于）
- 喬治亞大學體育校隊網站（页面存档备份，存于）
- 喬治亞大學校友協會（页面存档备份，存于）
- Georgia University of Management 喬治亞管理大學(佐治亚管理大学)